# Cimetière principal de Karlsruhe
Le cimetière principal de Karlsruhe (allemand : Hauptfriedhof Karlsruhe) est l'un des cimetières paysagers les plus anciens d'Allemagne. Il a ouvert en 1873 à Karlsruhe selon les plans de Josef Durm dans le quartier d'Oststadt à l'est de la ville. Il s'étend aujourd'hui sur 34 hectares avec 32 000 sépultures,.

## Territoire
Des allées courbes plantées de platanes au lieu d'allées rectilignes marquent la nouvelle conception de cimetières paysagers. Alors que les avenues principales sont bordées de monuments représentatifs, les sépultures plus simples sont cachées derrière des haies. Sur l'esplanade où se trouvait l'ancien crématorium, il y a aujourd'hui une chapelle pour l'inhumation, entourée d'une petite clôture.
Le cimetière est séparé par un mur du petit cimetière juif où l'on entre par une entrée à part. Il existe aussi un petit carré musulman depuis 1984.  

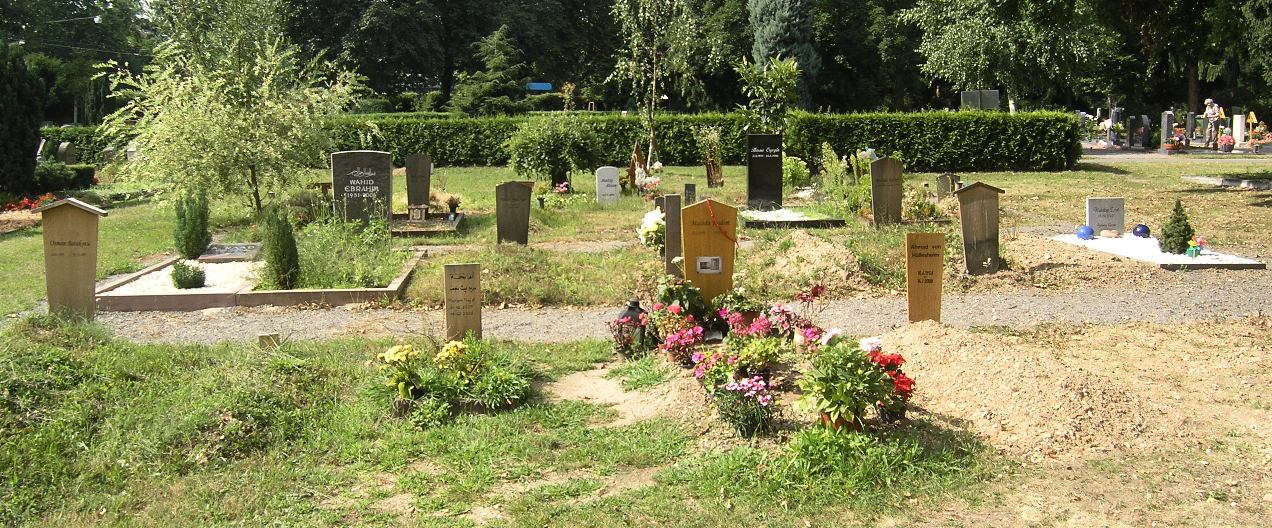
Carré musulman du cimetière de Carlsruhe.
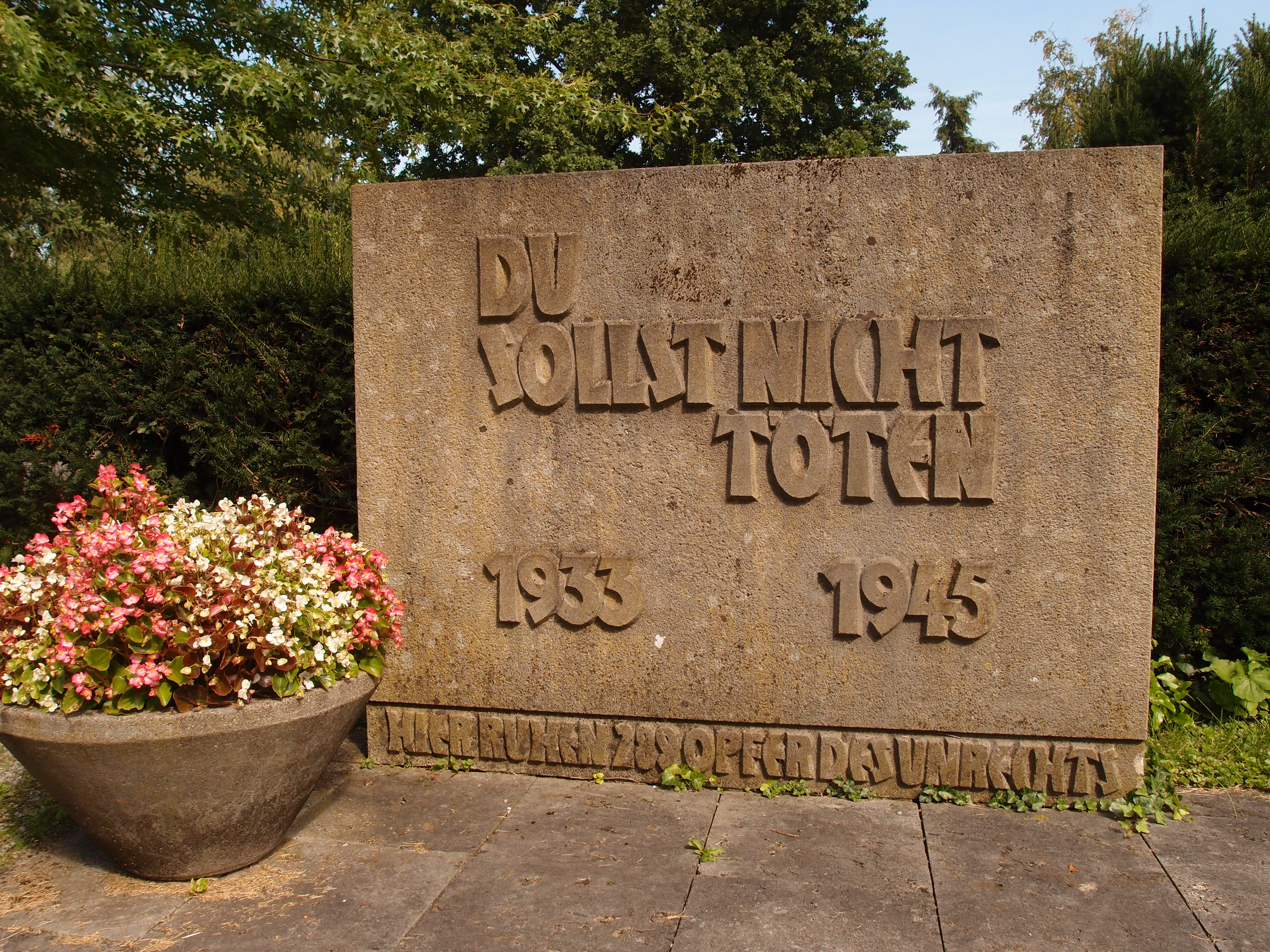
Monument aux morts 1933-1945.
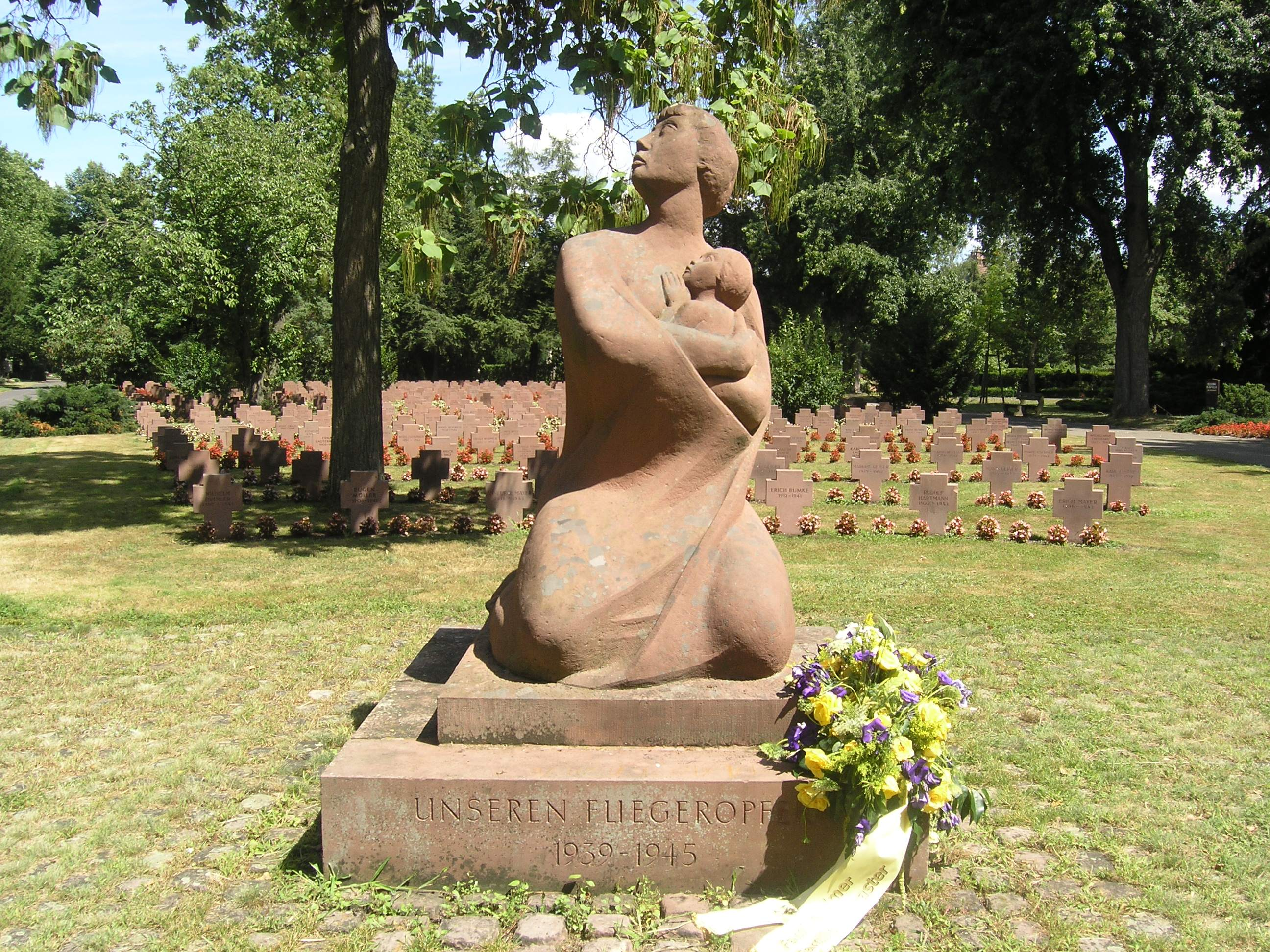
Monument aux morts des victimes civiles des bombardements aériens de 1939-1945.
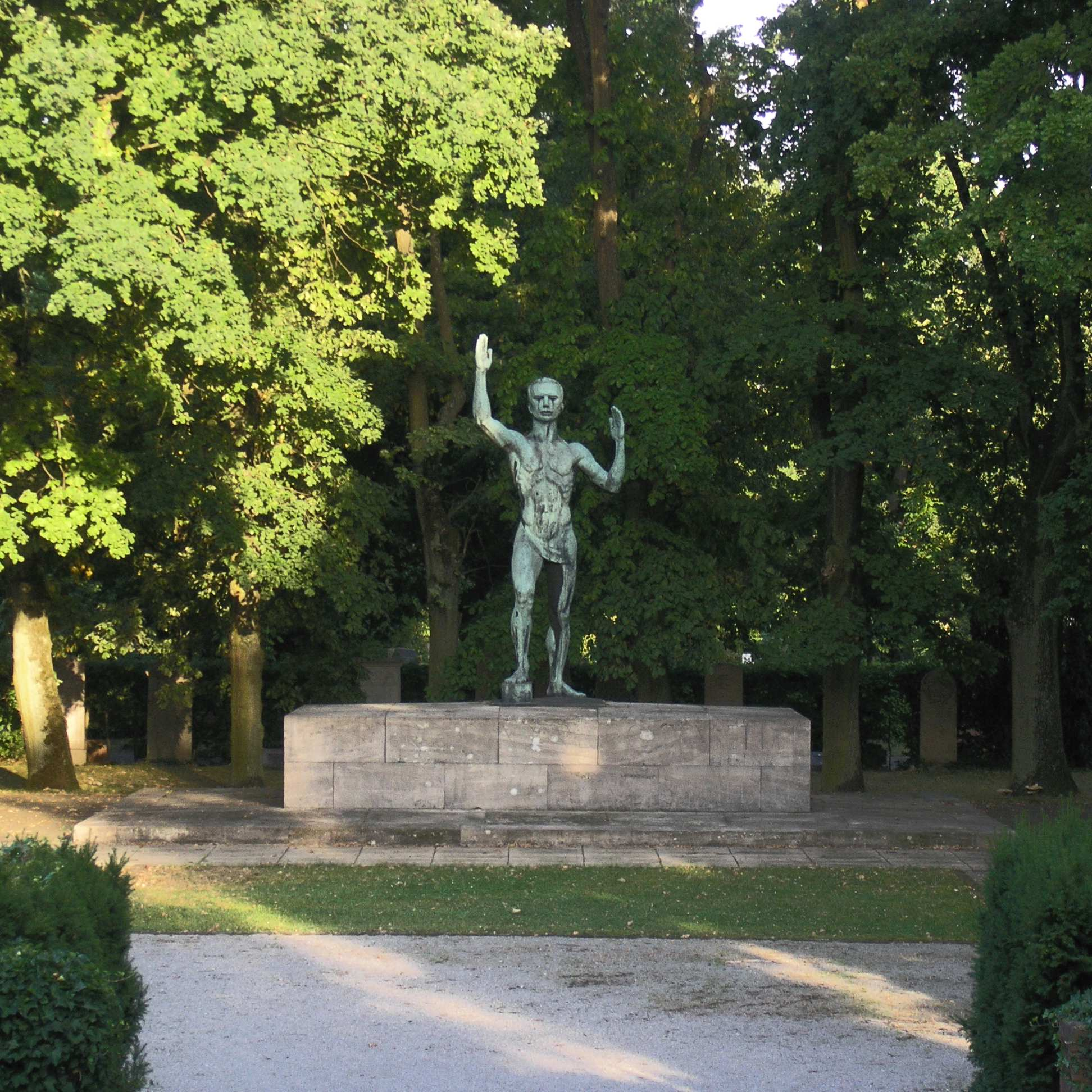
Monument aux morts de la Première Guerre mondiale.
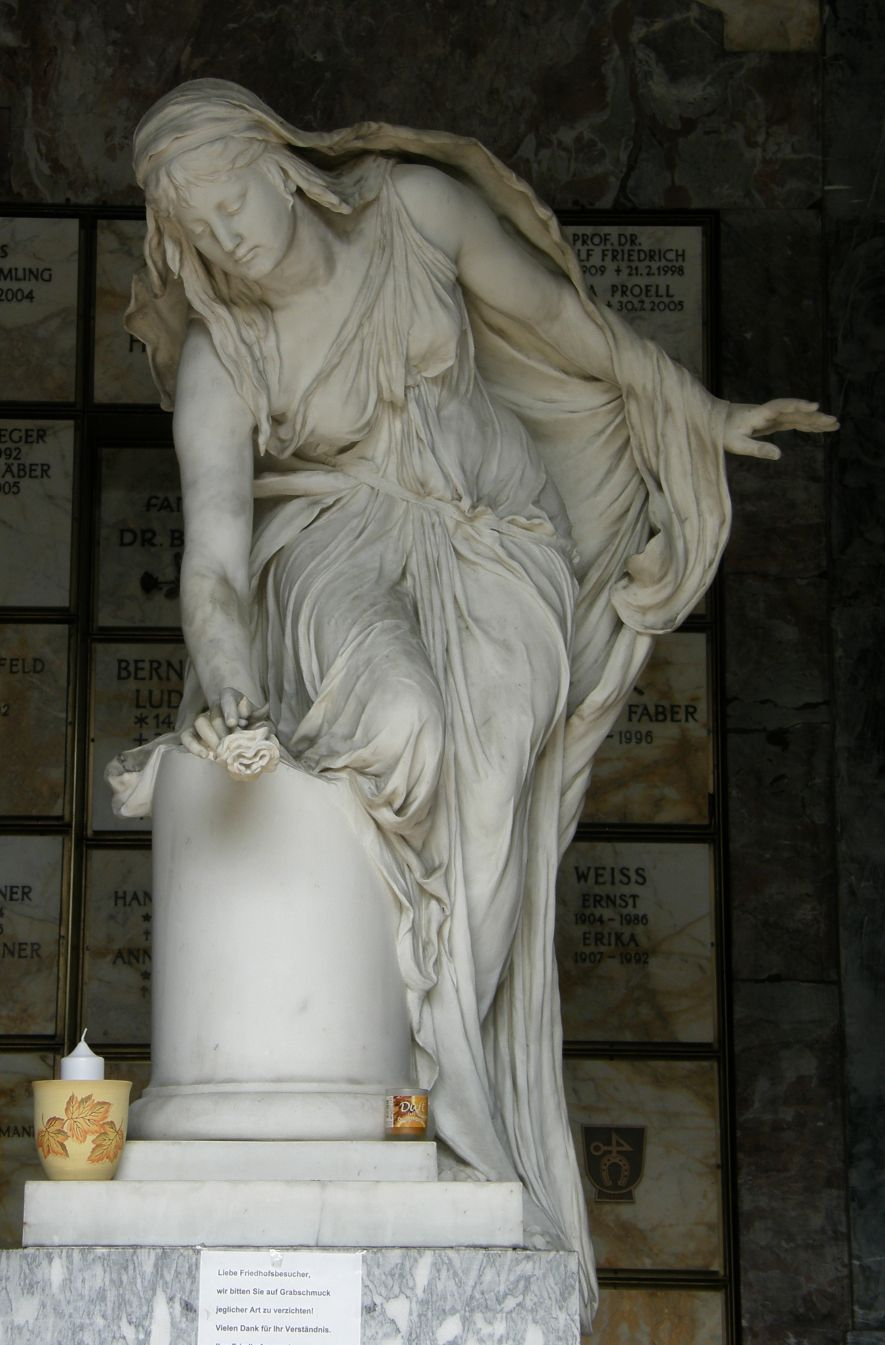
Statue sur la sépulture Bürklin.

## Description

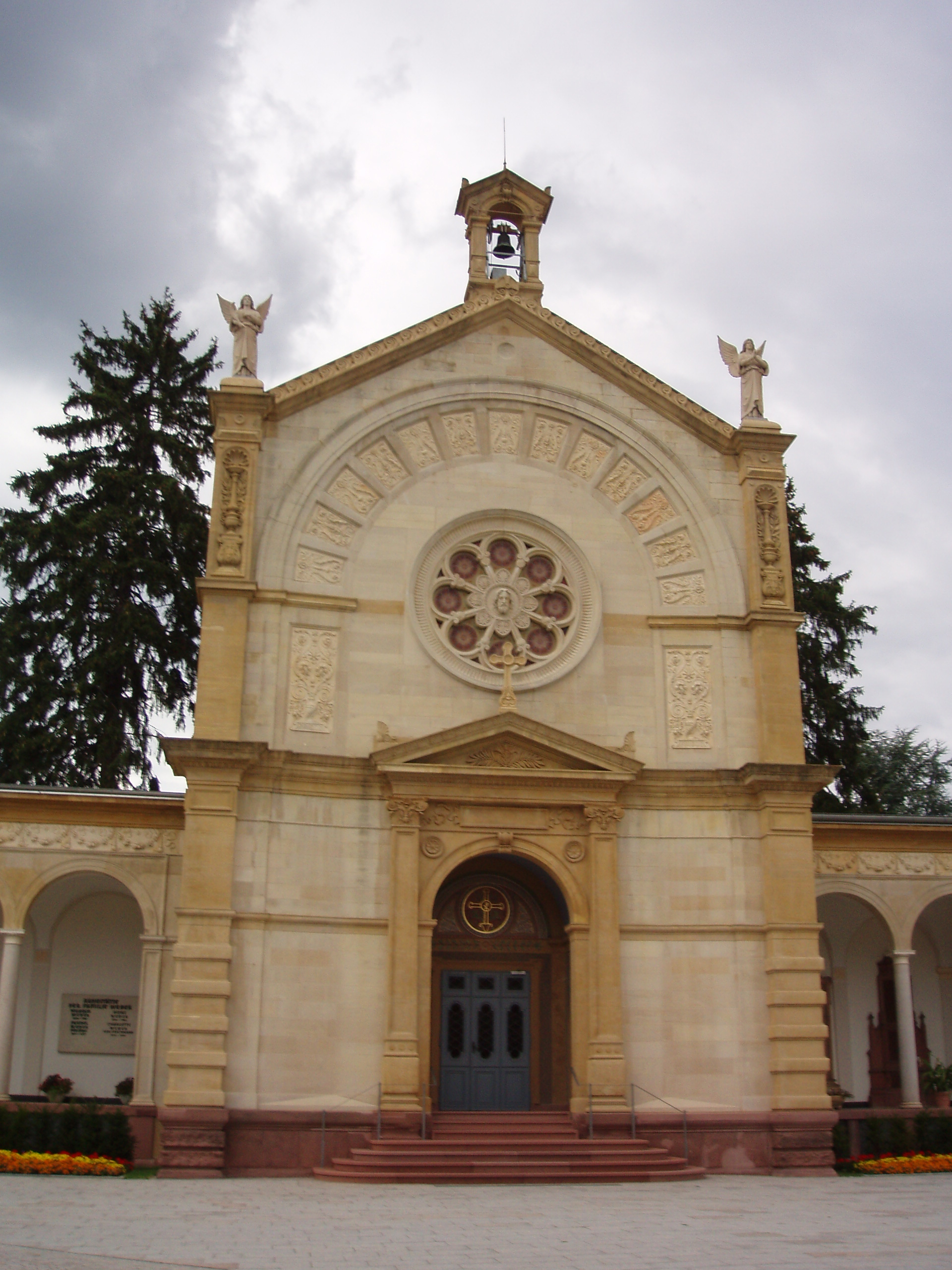
Chapelle du cimetière.

Du côté de la Haid-und-Neu-Straße, il y a une petite allée avec des bâtiments administratifs et utilitaires sur les bords, au bout de laquelle se trouve un portail d'entrée sur le territoire du cimetière. Il est fait dans le style romain avec un arc de Triomphe. Derrière le portail se trouve une cour inspirée du Campo Santo de style Renaissance, avec des sépultures ouvragées. Il y a aussi une morgue et une chapelle catholique. L'ensemble est considéré comme le premier exemple de construction néo-renaissance et a été restauré au début du XXIe siècle. Le crématorium a été construit en 1903 par August Sturzenacker avec des bordures de grès rouge. C'est le premier de ce style architectural car auparavant la mode était au style orientaliste.
L'ancienne salle d'attente de la petite gare de la ligne Karlsruhe-Hagsfeld construite contre le mur du cimetière en 1905-1906 dans le goût Jugendstil sert aujourd'hui de bureau d'information du cimetière.

## Personnalités[5]
- A–D
  - Engelbert Arnold (de) (1856–1911), ingénieur

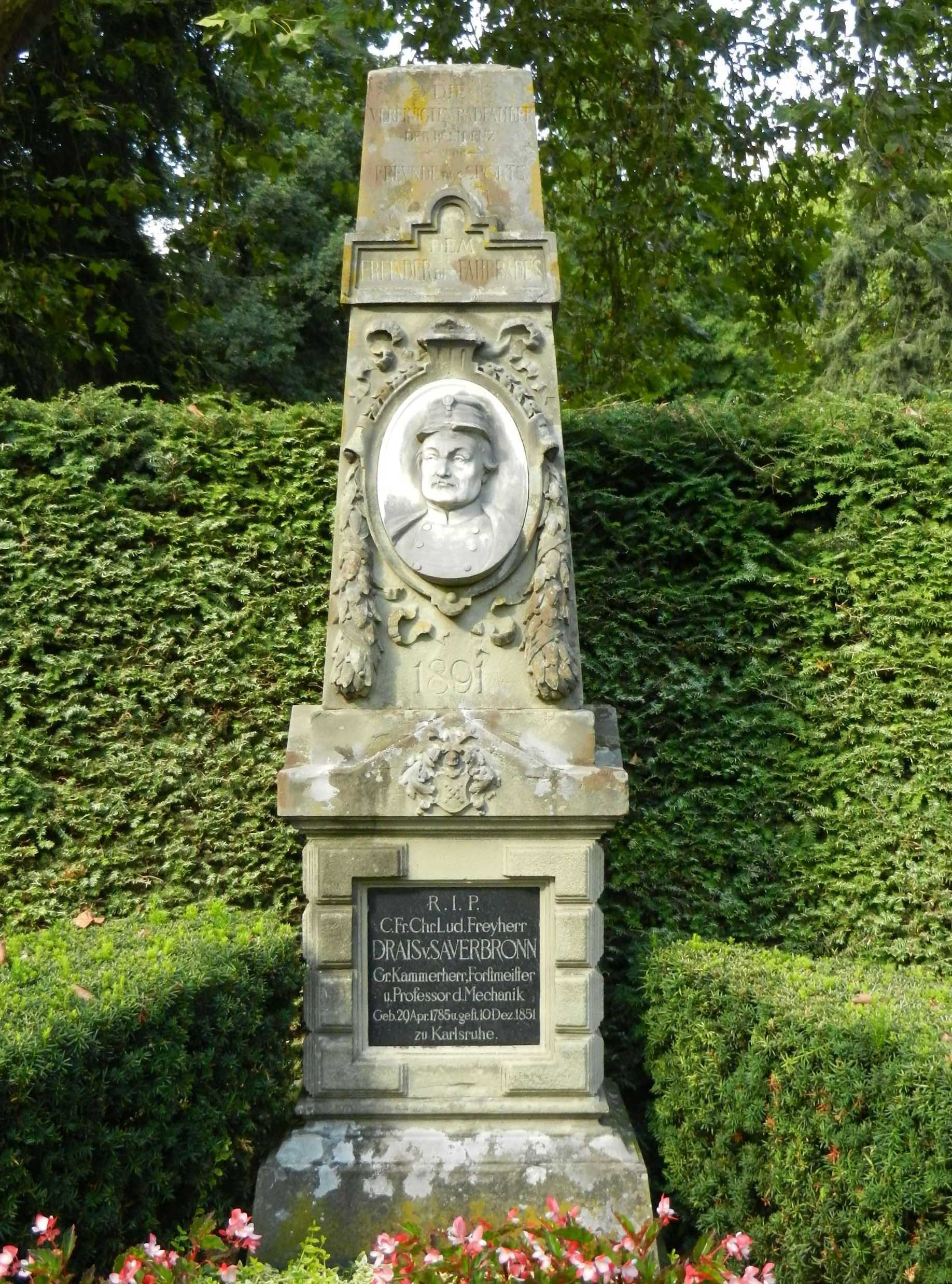
Sépulture du baron von Drais.

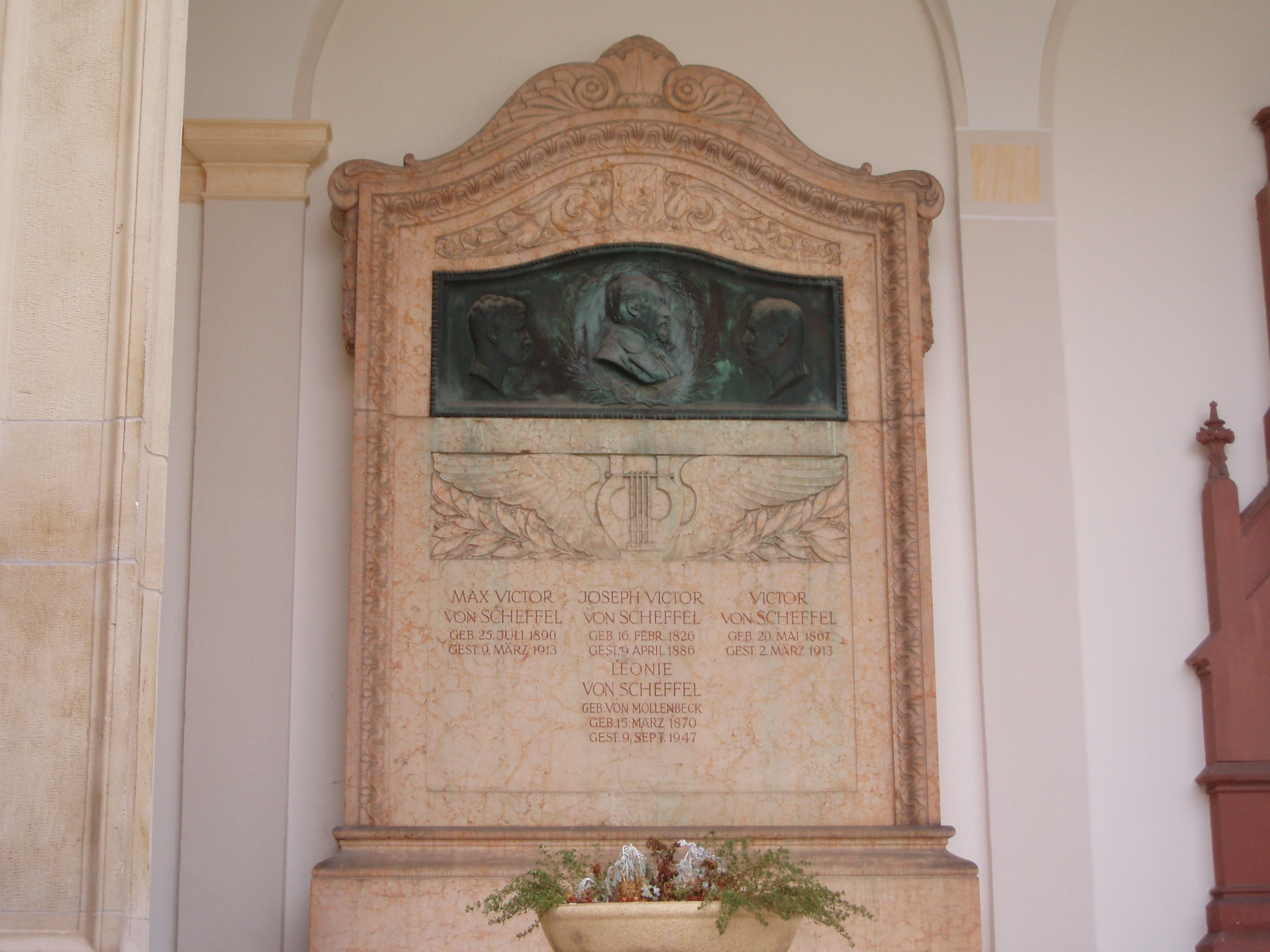
Sépulture du poète Victor von Scheffel au Campo Santo du cimetière.

  - Klaus Arnold (de) (1928–2009), peintre et professeur
  - Hermann Baisch (1846–1894), peintre
  - Hermann Baumeister (de) (1867–1944), peintre
  - Reinhard Baumeister (de) (1833–1917), ingénieur
  - Hermann Billing (1867–1946), architecte
  - Adolf Boettge (de) (1848–1913), directeur de la musique du 109e régiment de grenadiers (de)
  - Arthur von Brauer (de) (1845–1926), homme politique et juriste
  - Hans Bunte (de) (1848–1925), chimiste
  - Karl Delisle (de) (1827–1909), juriste et député de l'Assemblée des États de Bade
  - Eduard Devrient (1801–1877), acteur, chanteur et directeur de théâtre
  - Ludwig Dill (1848–1940), peintre
  - Edwin Dorner (de) (1926–2012), acteur
  - Karl Drais (1785–1851), inventeur de la draisienne
  - Arthur Drews (1865–1935), philosophe et écrivain opposé au christianisme
  - Josef Durm (1837–1919), architecte
  - Leopold Durm (de) (1878–1918), peintre et médecin, fils de Josef Durm
- E–J
  - Carl Egler (de) (1896–1982), sculpteur
  - Ludwig Egler (de) (1894–1965), compositeur et écrivain
  - Willi Egler (de) (1887–1953), peintre
  - Friedrich Engesser (1848–1931), ingénieur
  - Carl Engler (1842–1925), chimiste
  - Hermann Föry (1879–1930), sculpteur
  - Berthold von Freydorf (de) (1820–1878), général
  - Karl Wilhelm Eugen von Freydorf (de) (1781–1854), officier et ministre de la Guerre
  - Rudolf von Freydorf (de) (1819–1882), ministre des Affaires étrangères
  - Robert Gerwig (de) (1820–1885), ingénieur des chemins de fer
  - Franz Grashof (1826–1893), ingénieur
  - Josef Heinrich (de) (1879–1955), bourgmestre de Karlsruhe en 1945
  - Johann Heinrich Jung-Stilling (1740–1817), ophtalmologue et auteur
  - Wilhelm Hempfing (1886–1948), peintre
- K–Q
  - Johann Wenzel Kalliwoda (1801–1866), compositeur
  - Herbert Kitzel (de) (1928–1978), artiste
  - Wilhelm Klose (1830–1914), peintre et mécène
  - Günther Klotz (de) (1911–1972) de 1952 à 1970 bourgmestre de Karlsruhe
  - Heinrich Köhler (1878–1949), homme politique
  - Vinzenz Lachner (1811–1893), compositeur et chef d'orchestre
  - Heinrich Lang (de) (1824–1893), architecte
  - Wilhelm Florentin Lauter (de) (1821–1892), de 1870 à 1892 bourgmestre de Karlsruhe
  - Otto Lehmann (1855–1922), physicien
  - Carl Friedrich Lessing (1808–1880), peintre et directeur de la Großherzogliche Gemäldegalerie de Karlsruhe
  - Wilhelm Lorenz (de) (1842–1926), fabricant et constructeur
  - Wilhelm Lübke (de) (1826–1893), historien de l'art
  - Jakob Malsch (de) (1809–1896), de 1848 à 1870 bourgmestre de la ville
  - Karl Mathy (1807–1868), journaliste et homme politique
  - Heinrich Meidinger (de) (1831–1905), physicien
  - Willi Müller-Hufschmid (de) (1890–1966), peintre
  - Egon von Neindorff (1923–2004), champion d'équitation
  - Theodor Nöldeke (1836–1930), orientaliste
  - Friedrich Ostendorf (de) (1871–1915), architecte
- R–T
  - Ferdinand Redtenbacher (de) (1809–1863), ingénieur
  - Theodor Rehbock (de) (1864–1950), ingénieur
  - Toni Rothmund (1877–1956), chanteuse lyrique et journaliste
  - Carl Wilhelm Ernst Schäfer (1844–1908), architecte
  - Joseph Victor von Scheffel (1826–1886), poète
  - Karl Schnetzler (de) (1846–1906), de 1892 à 1906 bourgmestre de Karlsruhe
  - Gustav Schönleber (1851–1917), peintre
  - Karl Siegrist (de) (1862–1944), de 1906 à 1919 bourgmestre de Karlsruhe
  - Carl Steinhäuser (1813–1879), sculpteur
  - Emil Sutor (de) (1888–1974), sculpteur
  - Hans Thoma (1839–1924), peintre et graphiste
  - Fritz Trautz (de) (1917–2001), historien
  - Wilhelm Trübner (1851–1917), peintre et professeur à l'Académie des beaux-arts de Karlsruhe
- U–Z
  - Hermann Volz (de) (1847–1941), sculpteur
  - Karl Weltzien (de) (1813–1870), chimiste
  - Ernst Würtenberger (de) (1868–1934), peintre

### Sépultures d'honneur
- Ludwig Marum (1882–1934), juriste juif mort en camp de concentration,
- Reinhold Frank (1896–1945), avocat exécuté pour le complot du 20 juillet 1944.

## Photographies

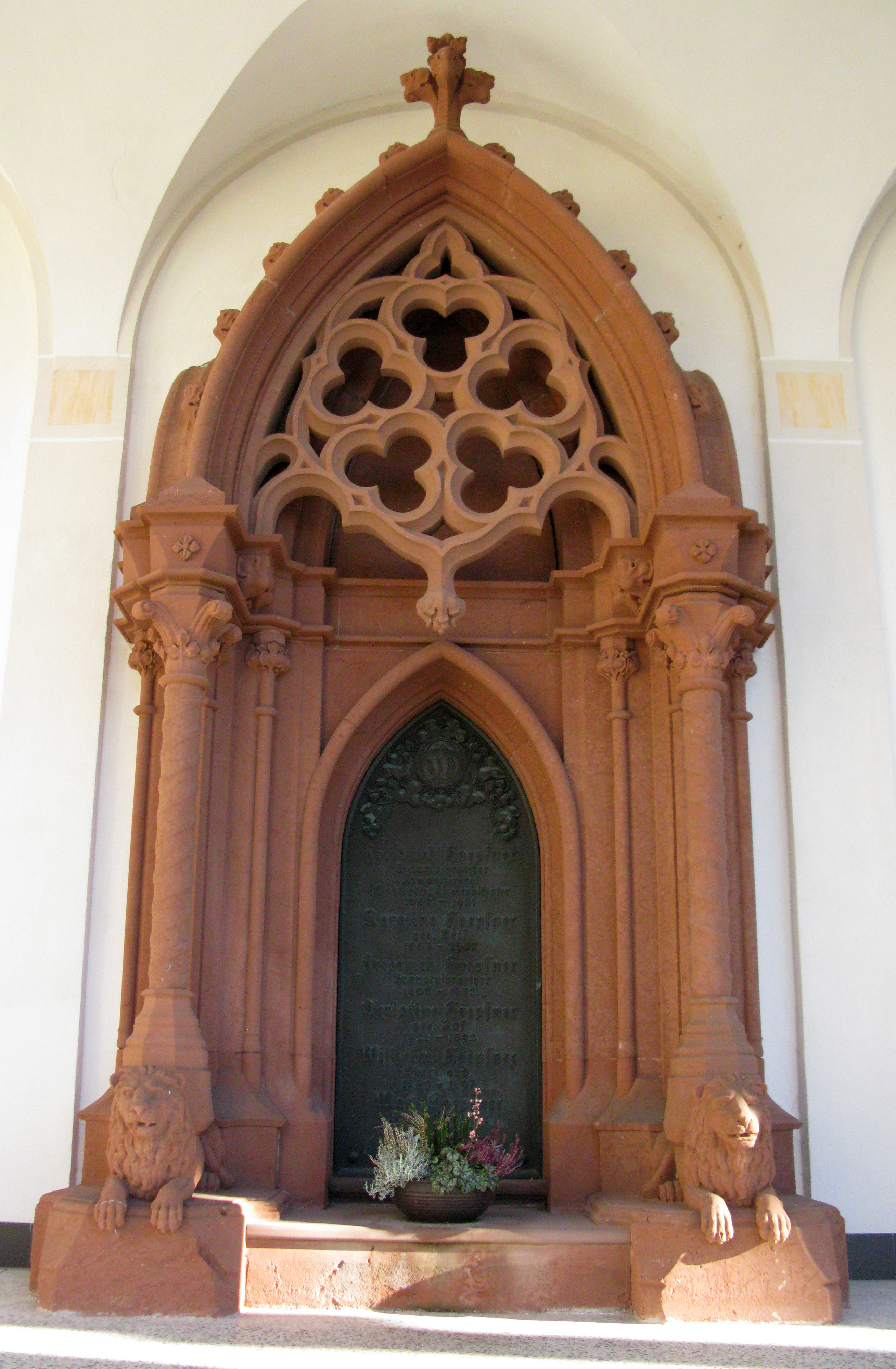
Sépulture des brasseurs Hoepfner au Campo Santo du cimetière.
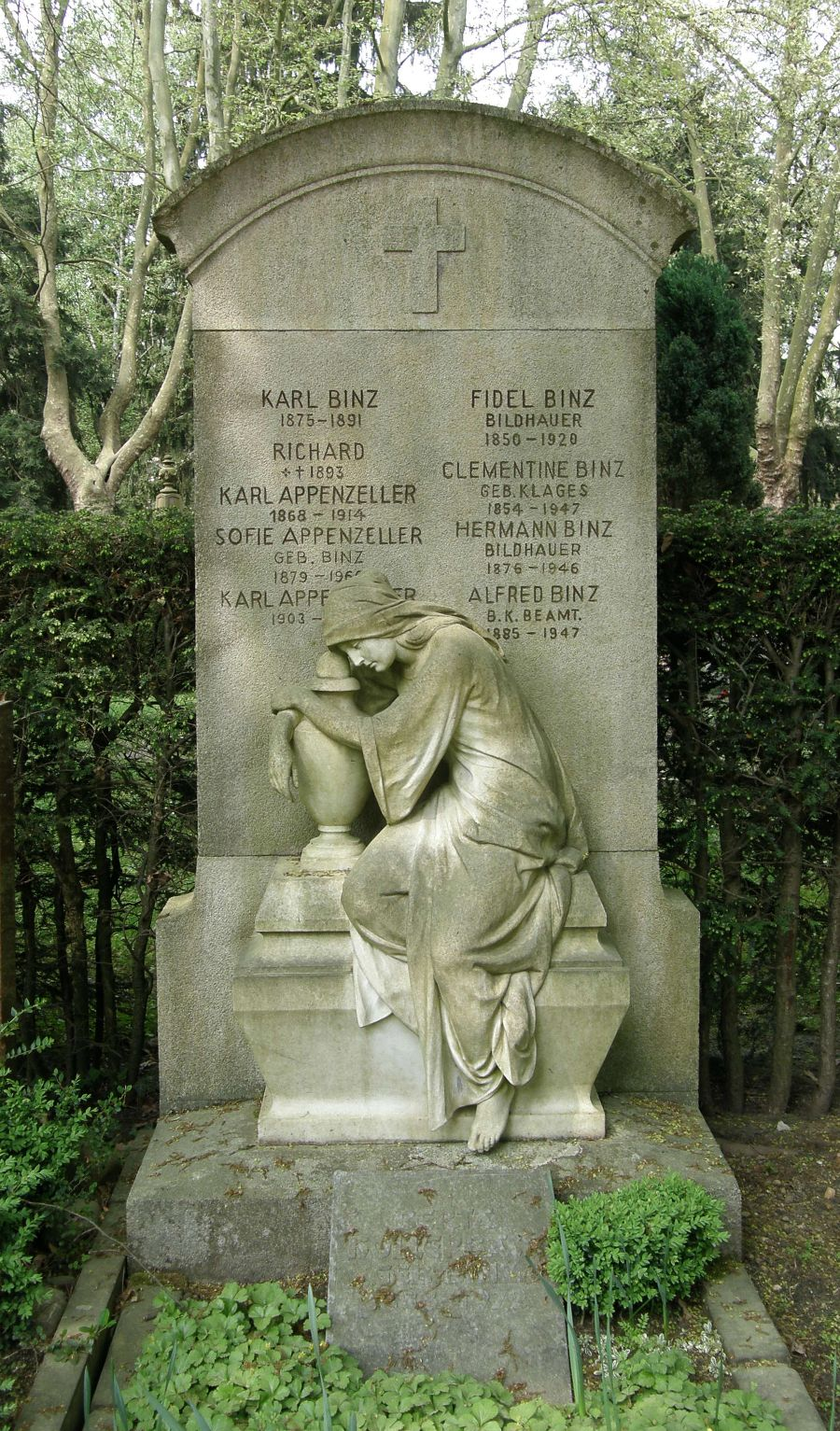
Sépulture Binz, dont les sculpteurs Fidel Binz (1850-1929) et Hermann Binz (1876-1946).
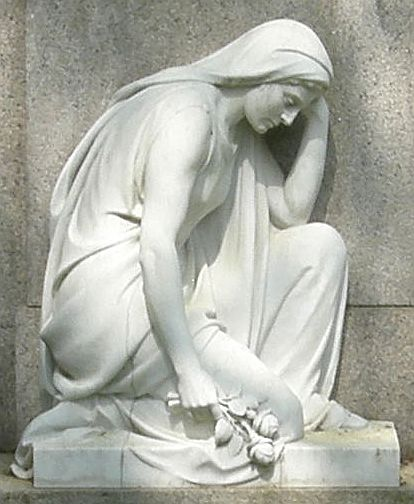
Pleureuse sur la tombe Jacobi par Fidel Binz.
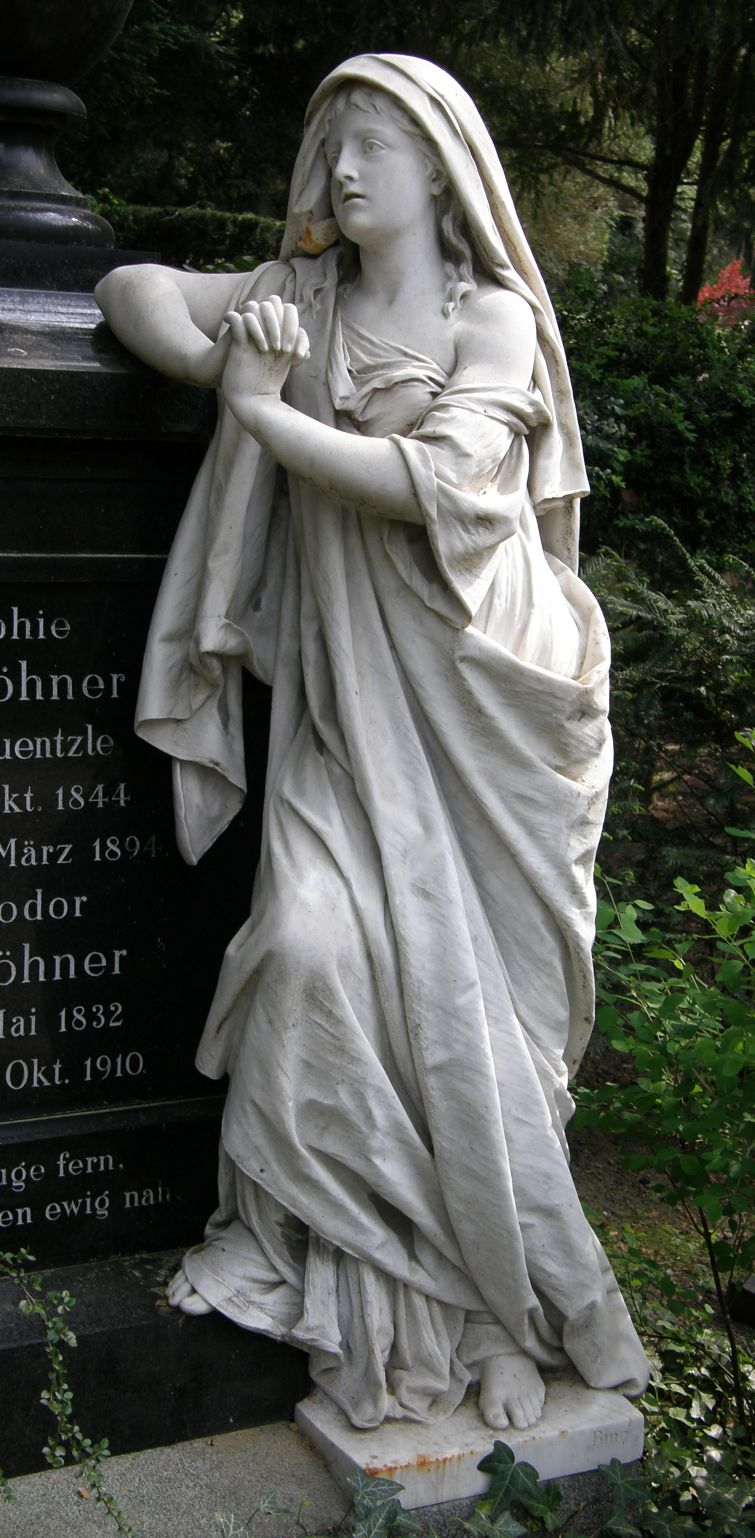
Pleureuse sur la tombe Weylöhner par Fidel Binz.
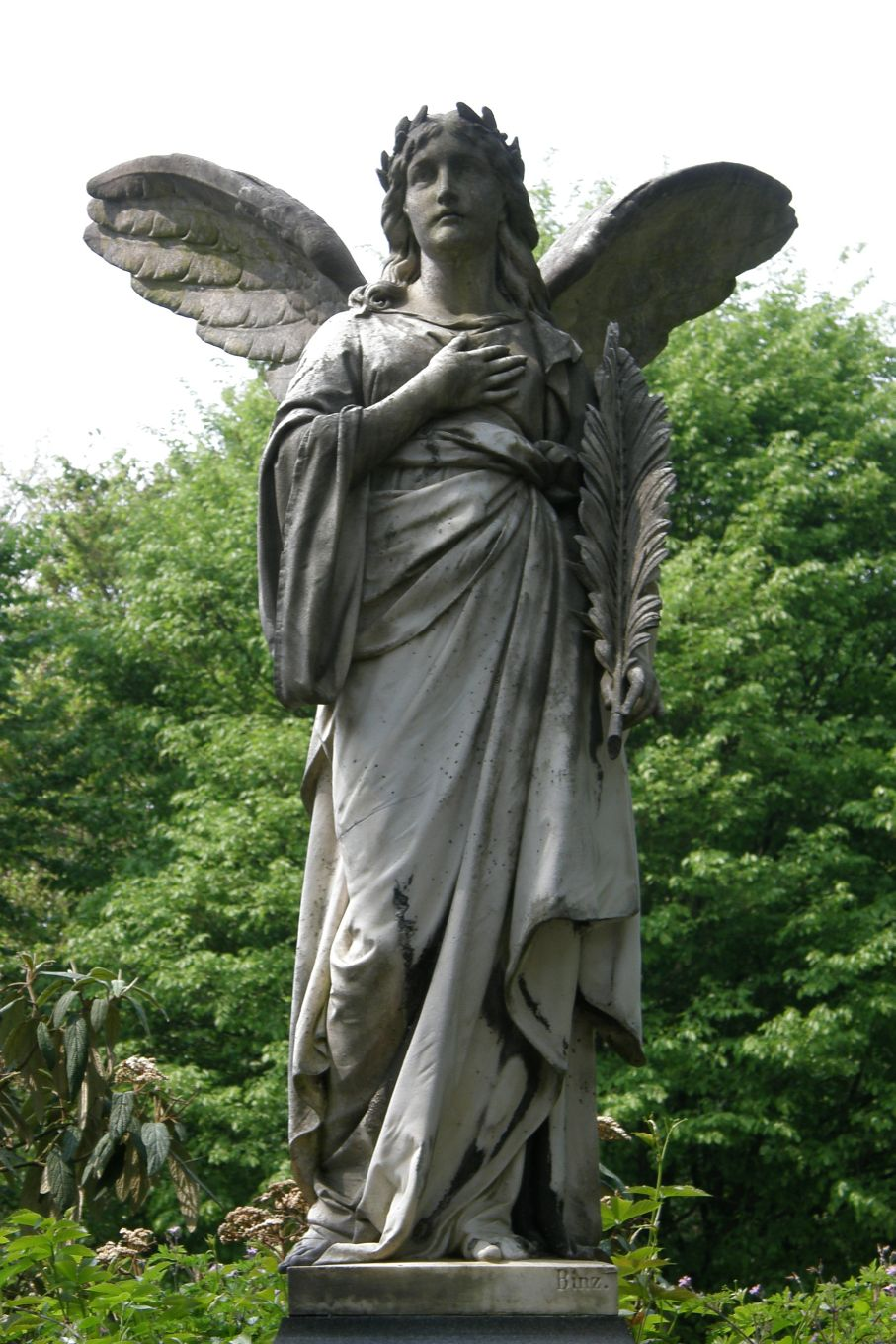
Ange sur la sépulture Wagner par Fidel Binz.